# Pouançay
Ne doit pas être confondu avec Pouancé.
Pouançay est une commune du Centre-Ouest de la France, située dans le département de la Vienne en région Nouvelle-Aquitaine.

## Géographie
Pouançay est une commune rurale.

### Localisation
La commune est proche du parc naturel régional Loire-Anjou-Touraine.
La grande ville la plus proche du bourg est Saumur et se trouve à 19,64 km au nord dans le département de Maine-et-Loire.

### Communes limitrophes
| Montreuil-Bellay (Maine-et-Loire) | Epieds (Maine-et-Loire) |                             |
|                                   | Pouançay                | Saint-Léger-de-Montbrillais |
| Antoigné (Maine-et-Loire)         | Berrie                  |                             |

### Climat
Pour des articles plus généraux, voir Climat de la Nouvelle-Aquitaine et Climat de la Vienne.
Historiquement, la commune est exposée à un climat océanique du nord-ouest.  
En 2020, Météo-France publie une typologie des climats de la France métropolitaine dans laquelle la commune est dans une zone de transition entre le climat océanique et le climat océanique altéré et est dans la région climatique  Moyenne vallée de la Loire, caractérisée par une bonne insolation (1 850 h/an) et un été peu pluvieux.
Pour la période 1971-2000, la température annuelle moyenne est de 12,1 °C, avec une amplitude thermique annuelle de 15,2 °C. Le cumul annuel moyen de précipitations est de 594 mm, avec 10,5 jours de précipitations en janvier et 6,1 jours en juillet. Pour la période 1991-2020, la température moyenne annuelle observée sur la station météorologique la plus proche, située sur la commune de Loudun à 14 km à vol d'oiseau, est de 12,4 °C et le cumul annuel moyen de précipitations est de 631,5 mm,. Pour l'avenir, les paramètres climatiques de la commune estimés pour 2050 selon différents scénarios d’émission de gaz à effet de serre sont consultables sur un site dédié publié par Météo-France en novembre 2022.

### Voies de communication et transports
Les gares les plus proches  se trouvent à Montreuil-Bellay (7,7 km), Thouars (15,03 km), Saumur (20,94 km), et Chouzé-sur-Loire (25,33 km).

## Urbanisme

### Typologie
Au 1er janvier 2024, Pouançay est catégorisée commune rurale à habitat dispersé, selon la nouvelle grille communale de densité à sept niveaux définie par l'Insee en 2022.
Elle est située hors unité urbaine et hors attraction des villes,.

### Occupation des sols
L'occupation des sols de la commune, telle qu'elle ressort de la base de données européenne d’occupation biophysique des sols Corine Land Cover (CLC), est marquée par l'importance des territoires agricoles (82,4 % en 2018), en diminution par rapport à 1990 (88,1 %). La répartition détaillée en 2018 est la suivante : 
terres arables (57,8 %), zones agricoles hétérogènes (15,6 %), forêts (8,9 %), milieux à végétation arbustive et/ou herbacée (5,8 %), cultures permanentes (5,7 %), prairies (3,2 %), zones urbanisées (3 %). L'évolution de l’occupation des sols de la commune et de ses infrastructures peut être observée sur les différentes représentations cartographiques du territoire : la carte de Cassini (XVIIIe siècle), la carte d'état-major (1820-1866) et les cartes ou photos aériennes de l'IGN pour la période actuelle (1950 à aujourd'hui).

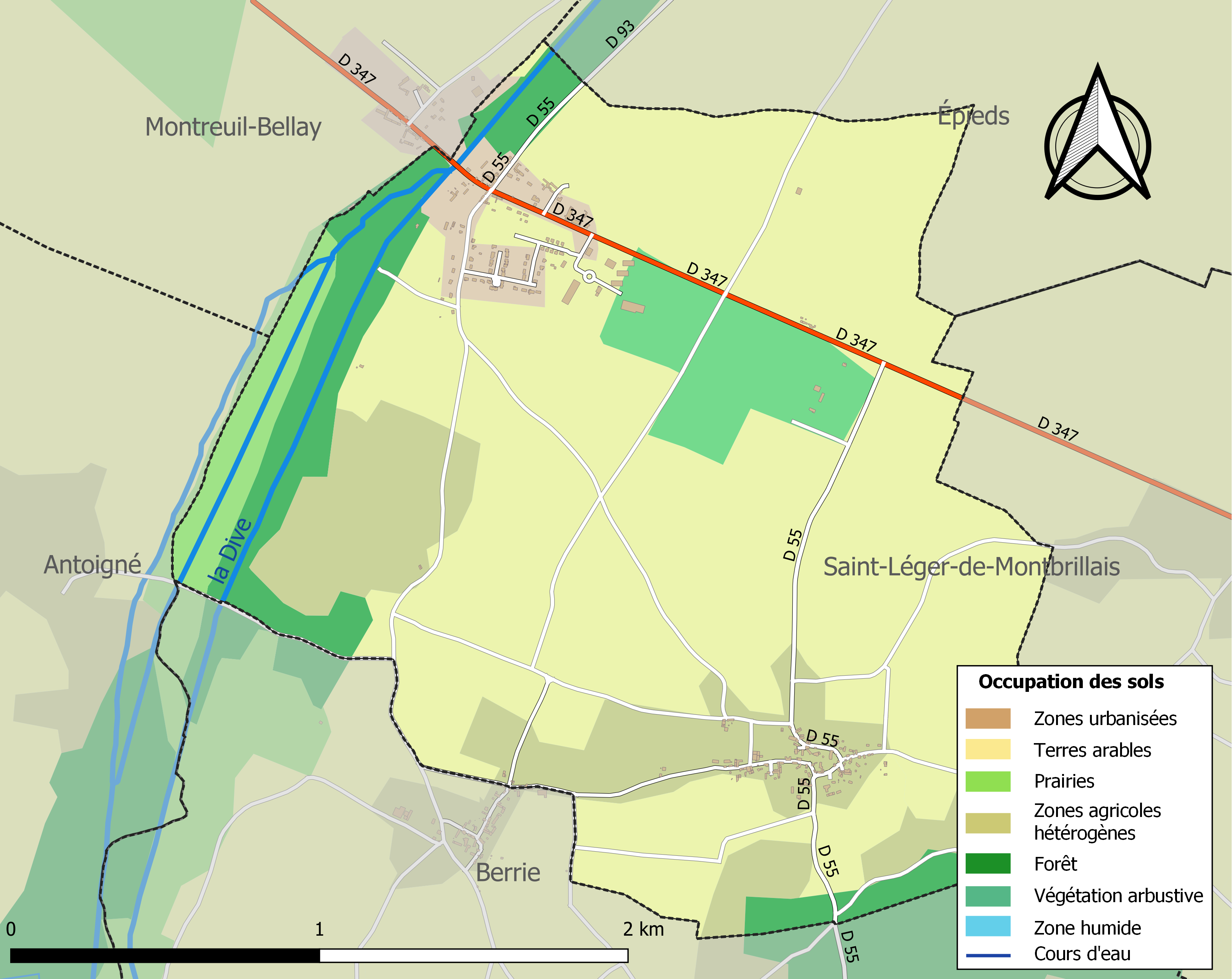
Carte des infrastructures et de l'occupation des sols de la commune en 2018 (CLC).

### Risques majeurs
Le territoire de la commune de Pouançay est vulnérable à différents aléas naturels : météorologiques (tempête, orage, neige, grand froid, canicule ou sécheresse), inondations, mouvements de terrains et séisme (sismicité modérée). Il est également exposé à un risque technologique,  le transport de matières dangereuses, et à un risque particulier : le risque de radon. Un site publié par le BRGM permet d'évaluer simplement et rapidement les risques d'un bien localisé soit par son adresse soit par le numéro de sa parcelle.

#### Risques naturels
Certaines parties du territoire communal sont susceptibles d’être affectées par le risque d’inondation par débordement de cours d'eau, notamment la Dive et le canal de la Dive. La commune a été reconnue en état de catastrophe naturelle au titre des dommages causés par les inondations et coulées de boue survenues en 1982, 1999 et 2010,.

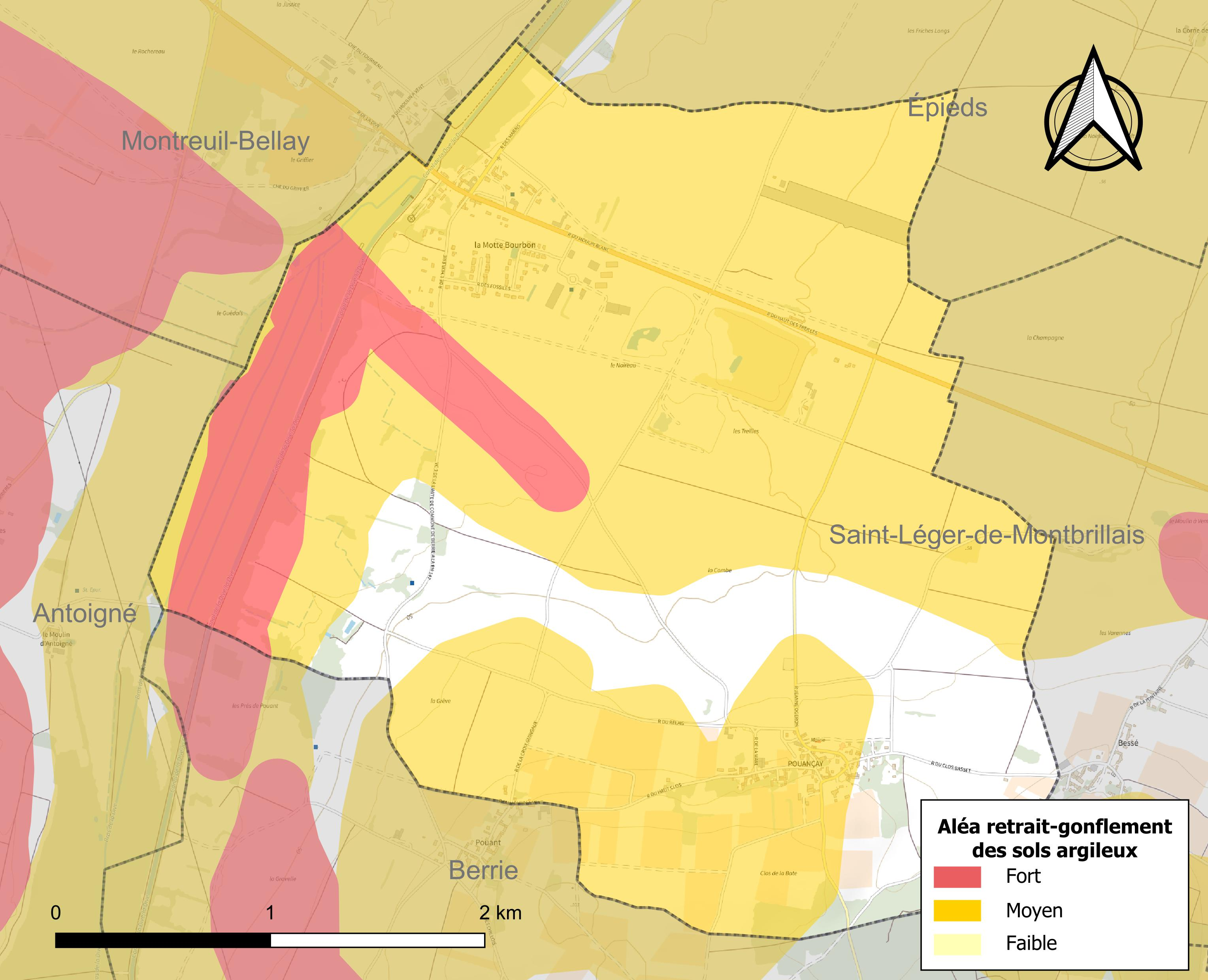
Carte des zones d'aléa retrait-gonflement des sols argileux de Pouançay.

Les mouvements de terrains susceptibles de se produire sur la commune sont des affaissements et effondrements liés aux cavités souterraines (hors mines) et des tassements différentiels. Afin de mieux appréhender le risque d’affaissement de terrain, un inventaire national permet de localiser les éventuelles cavités souterraines sur la commune. Le retrait-gonflement des sols argileux est susceptible d'engendrer des dommages importants aux bâtiments en cas d’alternance de périodes de sécheresse et de pluie. 80,8 % de la superficie communale est en aléa moyen ou fort (79,5 % au niveau départemental et 48,5 % au niveau national). Depuis le 1er octobre 2020, en application de la loi ÉLAN, différentes contraintes s'imposent aux vendeurs, maîtres d'ouvrages ou constructeurs de biens situés dans une zone classée en aléa moyen ou fort,.
La commune a été reconnue en état de catastrophe naturelle au titre des dommages causés par des mouvements de terrain en 1999 et 2010.

#### Risque particulier
Dans plusieurs parties du territoire national, le radon, accumulé dans certains logements ou autres locaux, peut constituer une source significative d’exposition de la population aux rayonnements ionisants. Selon la classification de 2018, la commune de Pouançay est classée en zone 2, à savoir zone à potentiel radon faible mais sur lesquelles des facteurs géologiques particuliers peuvent faciliter le transfert du radon vers les bâtiments.

## Politique et administration

### Intercommunalité
La commune fait partie de la communauté de communes du Pays Loudunais. Elle est le chef-lieu de 38 cantons.

### liste des maires
| Période    | Période  | Identité        | Étiquette | Qualité |
| ---------- | -------- | --------------- | --------- | ------- |
| avant 1981 | ?        | Jean Kaczmareck |           |         |
| mars 2001  | En cours | Pierre Chauvin  |           |         |

### Instances judiciaires et administratives
La commune relève du tribunal d'instance de Poitiers, du tribunal de grande instance de Poitiers, de la cour d'appel  de Poitiers, du tribunal pour enfants de Poitiers, du conseil de prud'hommes de Poitiers, du tribunal de commerce de Poitiers, du tribunal administratif de Poitiers et de la cour administrative d'appel  de  Bordeaux,  du tribunal des pensions de Poitiers, du tribunal des affaires de la Sécurité sociale de la Vienne, de la cour d’assises de la Vienne.

## Population et société

### Démographie
L'évolution du nombre d'habitants est connue à travers les recensements de la population effectués dans la commune depuis 1793. Pour les communes de moins de 10 000 habitants, une enquête de recensement portant sur toute la population est réalisée tous les cinq ans, les populations de référence des années intermédiaires étant quant à elles estimées par interpolation ou extrapolation. Pour la commune, le premier recensement exhaustif entrant dans le cadre du nouveau dispositif a été réalisé en 2006.

En 2022, la commune comptait 232 habitants, en évolution de −1,28 % par rapport à 2016 (Vienne : +0,6 %, France hors Mayotte : +2,11 %).
| 1793 | 1800 | 1806 | 1821 | 1831 | 1836 | 1841 | 1846 | 1851 |
| ---- | ---- | ---- | ---- | ---- | ---- | ---- | ---- | ---- |
| 235  | 228  | 214  | 261  | 254  | 240  | 239  | 219  | 259  |

| 1856 | 1861 | 1866 | 1872 | 1876 | 1881 | 1886 | 1891 | 1896 |
| ---- | ---- | ---- | ---- | ---- | ---- | ---- | ---- | ---- |
| 287  | 273  | 240  | 212  | 245  | 269  | 268  | 269  | 238  |

| 1901 | 1906 | 1911 | 1921 | 1926 | 1931 | 1936 | 1946 | 1954 |
| ---- | ---- | ---- | ---- | ---- | ---- | ---- | ---- | ---- |
| 253  | 225  | 224  | 254  | 235  | 200  | 200  | 197  | 180  |

| 1962 | 1968 | 1975 | 1982 | 1990 | 1999 | 2006 | 2011 | 2016 |
| ---- | ---- | ---- | ---- | ---- | ---- | ---- | ---- | ---- |
| 163  | 144  | 180  | 231  | 285  | 275  | 243  | 245  | 235  |

| 2021 | 2022 | - | - | - | - | - | - | - |
| ---- | ---- | - | - | - | - | - | - | - |
| 233  | 232  | - | - | - | - | - | - | - |

En 2008, selon l'Insee, la densité de population de la commune est de 44 hab./km2, contre 61 hab./km2 pour le département, 68 hab./km2 pour la région Poitou-Charentes et 115 hab./km2 pour la France.
Les dernières statistiques démographiques pour la commune de Pouançay ont été fixées en 2009 et publiées en 2012. Il ressort que la mairie administre une population totale de 240 personnes. À cela il faut soustraire les résidences secondaires (4 personnes) pour constater que la population permanente sur le territoire de la commune est de 236 habitants.

### Enseignement
La commune de Pouançay dépend de l'académie de Poitiers et les écoles primaires de la commune dépendent de l'inspection académique de la Vienne.

## Économie

### Agriculture
Selon la direction régionale de l'Alimentation, de l'Agriculture et de la Forêt de Poitou-Charentes, il n'y a plus que cinq exploitations agricoles en 2010 contre onze en 2000.
Les surfaces agricoles utilisées ont diminué et sont passées de 529 hectares en 2000 à 514 hectares en 2010.Ces chiffres indiquent une concentration des terres sur un nombre plus faible d’exploitations. Cette tendance est conforme à l’évolution  constatée sur tout le département de la Vienne puisque de 2000 à 2007, chaque exploitation a gagné en moyenne 20 hectares.
52 % des surfaces agricoles sont destinées à la culture des céréales (blé tendre essentiellement), 14 % pour les oléagineux (tournesol) et 9 % pour les protéagineux. En 2000, 30 hectares étaient consacrés à la vigne, en 2010 la vigne occupait 40 hectares.
Le vignoble du Loudunais propose des vins d'appellation saumur. Ces vins sont issus des cépages chenin et cabernet. Une route touristique du vignoble sinue à travers les coteaux crayeux et permet de découvrir les caveaux et des chais de dégustation, creusés dans le tendre tuffeau.

### Commerces
En 2009, selon l'INSEE, il ne restait plus qu'un seul magasin : un magasin d'articles de sports et de loisirs.

## Culture locale et patrimoine

### Lieux et monuments
- L'église Saint-Hilaire de Pouançay date du XVe et du XVIIe siècle. Elle est construite en tuffeau. Elle est dotée de contreforts. Son clocher est à flèche octogonale. Il est appuyé sur la nef à hauteur du transept. L'édifice a été en partie détruit lors des guerres de religion. Il a été reconstruit entre 1693 et 1699. Le chœur et la chapelle latérale sont les seuls vestiges du bâtiment du XVe siècle.

### Articles de Wikipédia
- Liste des communes de la Vienne
- Anciennes communes de la Vienne

## Sources